# Agua Dulce (Potosí)
Agua Dulce ist eine Ortschaft im Departamento Potosí im Hochland des südamerikanischen Andenstaates Bolivien.

## Lage im Nahraum
Agua Dulce ist der fünftgrößte Ort des Kanton Potosí im Municipio Potosí in der Provinz Tomás Frías. Die Ortschaft liegt auf einer Höhe von 3607 m am Rand der Stadtregion Potosí, die sich nach Südwesten hin durch verschiedene Kläranlagen vom Umland abgrenzt.

## Geographie
Das Klima der Region ist den Kalttropen zuzurechnen, es ist ein sogenanntes Tageszeitenklima, bei dem die Temperaturunterschiede zwischen den Jahreszeiten wegen der hohen Lage und des trockenen Klimas deutlich geringer ausfallen als die zwischen Tag und Nacht (normalerweise zwischen 15 °C und 25 °C Unterschied). Man findet also meist angenehm warme Tagestemperaturen, in der Nacht aber Werte, die selbst im südhemisphärischen Sommer um den Nullpunkt liegen. Die Region Potosí hat eine markante Regenzeit zu den Jahreswechseln, während der Jahresmitte herrscht dagegen oft Wassermangel (siehe Klimadiagramm Potosí).

## Verkehrsnetz
Agua Dulce liegt in einer Entfernung von neun Straßenkilometern südwestlich des Stadtzentrums von Potosí, der Hauptstadt des Departamentos.
Potosí ist Schnittpunkt der überregionalen Nationalstraßen Ruta 1 und Ruta 5, die als Nebenrouten des Panamericana-Netzwerks die Stadt mit Tupiza, Tarija, Villazón und der Grenze zu Argentinien im Süden sowie mit Sucre und La Paz im Norden verbinden.
Auf der Ruta 5 verlässt man Potosí nach Südwesten in Richtung Uyuni und erreicht das direkt rechts der Hauptstraße gelegene Agua Dulce nach drei Kilometern.

## Bevölkerung
Die Einwohnerzahl der Ortschaft ist in dem Jahrzehnt zwischen den beiden letzten Volkszählungen auf das Doppelte angestiegen:
| Jahr | Einwohner         | Quelle       |
| ---- | ----------------- | ------------ |
| 1992 | keine Detaildaten | Volkszählung |
| 2001 | 126               | Volkszählung |
| 2012 | 257               | Volkszählung |
| 2024 |                   | Volkszählung |

Die Region weist einen hohen Anteil an Quechua-Bevölkerung auf, im Municipio Potosí sprechen 75,4 Prozent der Bevölkerung Quechua.